# La palude della morte
La palude della morte (Swamp Water) è un film del 1941 diretto da Jean Renoir.
Si tratta del primo film americano realizzato da Renoir, dopo il suo trasferimento ad Hollywood.
È basato sul romanzo di Vereen Bell. Il film è stato rifatto nel 1952 con il titolo Prigionieri della palude (Lure of the Wilderness), diretto da Jean Negulesco.

## Trama
Palude di Okefenokee, Georgia. Lo sceriffo Jeb Mac Kane, con l'aiuto di Ben Ragan, suo padre Thursday, Jesse Wick e i fratelli Dorson, è alla ricerca di due cacciatori che non hanno fatto ritorno e si teme siano stati divorati dagli alligatori. Ben perde il suo cane e si avventura da solo a cercarlo. Lo ritrova, ma è fatto prigioniero da Tom Keefer, un uomo, accusato ingiustamente di un omicidio e costretto a nascondersi nella palude per sfuggire alla condanna.
Ben e Tom diventano amici. Tom ha imparato dagli indiani a sopravvivere in quell'ambiente ostile e insegna al ragazzo come evitare serpenti e coccodrilli e i segreti della caccia. Catturano pregiati animali da pelliccia e stipulano un patto: Ben andrà al villaggio a vendere le pelli e si terrà metà del ricavato, l'altra la consegnerà a Julie, la figlia di Tom che, adottata da una coppia che gestisce l'emporio del paese, vive in modo alquanto selvatico.
Al suo ritorno, Ben scopre che Tom è realmente innocente e Jesse gli confessa che ha testimoniato il falso contro di lui per scagionare i fratelli Dorson, i veri responsabili del delitto. Lasciato dalla fidanzata, si affezionerà sempre di più alla dolce Julie. Va a cercare Tom per riabilitarlo. Ma i Dorson gli tendono un agguato. Tom vede i due far fuoco su Ben e interviene.
Dei due fratelli, Bud sprofonda nelle sabbie mobili e l'altro, Jim, si smarrisce nella palude. Tom è finalmente reintegrato nella propria comunità.

## Produzione
Giunto a Hollywood alla fine del 1940, nel gennaio del 1941 Renoir firma un contratto per due film con la Twentieth Century Fox. 

### Soggetto
Il regista cerca un soggetto americano, contrariamente alle attese del produttore Zanuck che pensava di utilizzarlo per film di ambientazione francese. Dopo diversi progetti proposti, i due uomini si accordano per una sceneggiatura che Dudley Nichols aveva tratto da un racconto dal titolo Swamp Water di Vereen Bell, apparso a puntate sul Saturday Evening Post.

### Riprese
Il regista avrà contrasti con il produttore anche per il metodo di lavorazione del film. Zanuck voleva che, per rapidità, fosse girato in studio, Renoir pretese di girare in esterni, negli ambienti descritti dal racconto, le paludi di Okefenokee, fra la Florida e la Georgia. Renoir vi si reca di persona alla ricerca di un contatto vivo con la realtà americana e resta affascinato dalla forza primordiale della natura dei luoghi e dei suoi abitanti. Le riprese avvennero nei pressi della cittadina di Waycross, in Georgia, nell'estate, dal 26 luglio al 6 settembre 1941.

### Cast
Invece di star, nei ruoli principali Renoir ottiene da Zanuck di utilizzare attori allora ancora sconosciuti Dana Andrews e Anne Baxter, che il film renderà celebri.

### Prima
La prima proiezione avvenne il 16 novembre 1941, al Globe di New York.

## Accoglienza
Il film ottiene un buon successo di pubblico, ottimo nel Sud degli Stati Uniti, in particolare ad Atlanta, dove secondo lo stesso Renoir supera in incassi lo stesso Via col vento.
La stampa non gli sarà favorevole e si dovrà attendere una rivalutazione alla seconda esclusiva francese, nel 1962.

## Critica
Daniele Dottorini: «Due mondi si scontrano nel film, quello della natura (primitiva, selvaggia, mortale, ma dotata di una propria purezza) e quella dell'agglomerato umano (egualmente selvaggia e mortale, anche se in un modo diverso, meno immediato). L'elemento dell'acqua che salva e nasconde - Tom Keefer vi si nasconde per anni al suo interno - i fratelli Dorson, i vilain del film, vi troveranno la morte e l'oblio; l'acqua non è solo flusso, ma anche inglobamento, forma apparentemente immobile, nascosta nell'immagine».